# Bova
Bova (grikó nyelven Chòra tu Vùa) község (comune) Calabria régiójában, Reggio Calabria megyében. A települést Bovesìa kulturális fővárosaként tartják számon, a calabriai görögök fő települése.

## Fekvése
Az Aspromonte Nemzeti Park területén fekszik. Határai: Africo, Bova Marina, Condofuri, Palizzi, Roghudi és Staiti.

## Története
A település területét már a újkőkorszakban lakták. Az első települést valószínűleg az ausonok alapították, őket a Magna Graeciába érkező görög telepesek szorították ki. A legendák szerint a települést egy görög királynő alapította újra. Többször is   kifosztották a Rhegium, Locri és Szürakúzai közötti háborúk során. A pun háborúk után Delia (a város ókori neve) a rómaiak fennhatósága alá került. A Nyugatrómai Birodalom bukása után, a vandálok fosztották ki, majd a 9. században több alkalommal a szaracénok. A 11. század elején a normannok érkezésével Dél-Olaszországba, a Szicíliai Királyság része lett. A középkorban nemesi birtok volt. Korabeli épületeinek nagy része az 1783-as calabriai földrengésben elpusztult. Önállóságát a 19. század elején nyerte el, amikor a Nápolyi Királyságban felszámolták a feudalizmust.

## Népessége
A népesség számának alakulása:

## Főbb látnivalói
- Palazzo Nesci di Sant’Agata
- San Leo-templom
- Santa Caterina-templom
- San Rocco-templom
- Spirito Santo-templom
- Madonna dell’Immacolata-templom
- Madonna del Carmine-templom
- Santa Maria dell’Isodia-katedrális